# Edykt tesaloński
Edykt tesaloński – edykt cesarzy Gracjana, Walentyniana II i Teodozjusza I wydany 27 lutego 380 roku w Thessalonikach, zwany od pierwszych słów Cunctos populos (z łac. wszystkie ludy), ustanawiający chrześcijaństwo trynitarne nicejskie religią państwową Cesarstwa Rzymskiego. Potępiał inne odłamy chrześcijańskie, jak Arianizm, który określał mianem herezji pochodzących od "obłąkanych szaleńców" i sankcjonował ich karanie.

## Tekst edyktu
IMPPP. GR(ATI)IANUS, VAL(ENTINI)ANUS ET THE(O)D(OSIUS) AAA. EDICTUM AD POPULUM URB(IS) CONSTANTINOP(OLITANAE). 
Cunctos populos, quos clementiae nostrae regit temperamentum, in tali volumus religione versari, quam divinum Petrum apostolum tradidisse Romanis religio usque ad nunc ab ipso insinuata declarat quamque pontificem Damasum sequi claret et Petrum Aleksandriae episcopum virum apostolicae sanctitatis, hoc est, ut secundum apostolicam disciplinam evangelicamque doctrinam patris et filii et spiritus sancti unam deitatem sub pari maiestate et sub pia trinitate credamus. Hanc legem sequentes Christianorum catholicorum nomen iubemus amplecti, reliquos vero dementes vesanosque iudicantes haeretici dogmatis infamiam sustinere ‘nec conciliabula eorum ecclesiarum nomen accipere’, divina primum vindicta, post etiam motus nostri, quem ex caelesti arbitro sumpserimus, ultione plectendos.
DAT. III Kal. Mar. THESSAL(ONICAE) GR(ATI)ANO A. V ET THEOD(OSIO) A. I CONSS.

Treść w przekładzie:

Cesarze Gracjan, Walentynian i Teodozjusz do ludności miasta Konstantynopola.
Jest wolą naszą, aby wszystkie ludy, które podlegają naszej łaskawej i umiarkowanej władzy, wyznawały taką religię, jaką przekazał Rzymianom apostoł Piotr, a której naucza papież Damazy i Piotr, biskup aleksandryjski, mąż apostolskiej świątobliwości, to jest abyśmy zgodnie z nauką apostołów i Ewangelii wierzyli w jedno bóstwo Ojca, Syna i Ducha świętego, przyznając im w Trójcy Świętej równe znaczenie. Nakazujemy aby ci, którzy idą za tą zasadą, nazywali się chrześcijanami katolickimi, wszyscy zaś inni, których za głupców i szaleńców uważamy, nosili hańbę heretyckiego wyznania. Zbory ich nie mogą się nazywać kościołami, czeka ich najpierw kara boża, a następnie i nasza niełaska, którą im zgodnie z wolą Boga okażemy.
Dan 28 lutego w Tessalonice, za konsulatu cesarzy Gracjana i Teodozjusza.